# Val-d'Usiers
Val-d'Usiers è un comune francese di 2.128 abitanti situato nel dipartimento del Doubs nella regione della Borgogna-Franca Contea. È stato istituito il 1° gennaio 2024 dalla fusione dei precedenti comuni di Bians-les-Usiers, Goux-les-Usiers e Sombacour.